# اشتفان کرتشمار
اشتفان کرتشمار (آلمانی: Stefan Kretzschmar؛ زادهٔ ۱۷ فوریهٔ ۱۹۷۳) بازیکن هندبال اهل آلمان است.
وی در مسابقات کشوری و بین‌المللی در مجموع برندهٔ ۱ مدال طلا، ۲ مدال نقره شده‌است.